# 楚南氏山椒魚
楚南氏山椒魚（學名：Hynobius sonani），又名楚南氏小鯢。因身上有胡椒的味道，所以被稱作胡椒魚。舊稱台灣山椒魚。是台灣特有亞種。山椒魚是兩棲類有尾目隱鰓鯢亞目動物的總稱，雖名魚，並非魚類。因身上有山椒的味道而得其名。曾與恐龍並存，較恐龍早1億年出現，在地球存活了3億年，是現存世上少有的活化石之一。
2024年時，臺日學者發現台灣山椒魚與楚南氏山椒魚的標本在過去因不明原因錯置，導致二者實體與標本特徵相反。故在隔年將二者之俗名、學名交換，修改正名。

## 形态特征
其吻肛長約6公分，全長約9公分，終生具有尾巴，屬於兩棲類的生物，牠們是肉食性，原本是處於寒帶的物種，約在十萬年前的冰河時期，牠們移至臺灣生活，就是所謂的孑遺生物，現可在臺灣二千（或一千五百）公尺以上的高山（如玉山）看到他們的蹤跡。因為生活環境受侷限，以及棲息地森林砍伐破壞，現已屬於瀕臨絕種動物。臺灣山椒魚位於世界山椒魚中分布的最低緯度，目前可分為下列三種：阿里山型山椒魚、能高型山椒魚、南湖型山椒魚。（一般分為阿里山山椒魚、臺灣山椒魚、楚南氏山椒魚；目前的分類仍未有定論，可能有更多種，而也有學者認為臺灣山椒魚和阿里山山椒魚是同種。）
臺灣山椒魚幼時以鰓呼吸，在肺部發育完成後，鰓會逐漸消失，之後則會改為用肺來呼吸，這時臺灣山椒魚也可以離開水面生活。（呼吸器官由鰓變成肺的過程中，發育較差，皮膚上於是分布了許多黏液腺，可使皮膚保持濕潤，幫助呼吸。）臺灣山椒魚多半居住在較冷的溪流岸邊、森林底層的岩石。賴以維生的食物是地面上的節肢動物，每年的冬天則是他們的產卵季節。臺灣山椒魚由卵孵化成蝌蚪，再發育為成體。因為牠長得很像蜥蜴，常被誤認為爬蟲類。

## 参見
- 小鯢科
- 台灣山椒魚
- 南湖山椒魚
- 阿里山山椒魚
- 台灣特有種列表